# Hidemaro Vatanabe
Hidemaro Vatanabe (japonsko 渡部 英麿), japonski nogometaš, * 24. september 1924, Hirošima, Japonska, † 12. oktober 2011.
Za japonsko reprezentanco je odigral dve uradni tekmi.